# Archives municipales de Rennes
Pour les articles homonymes, voir AMR.

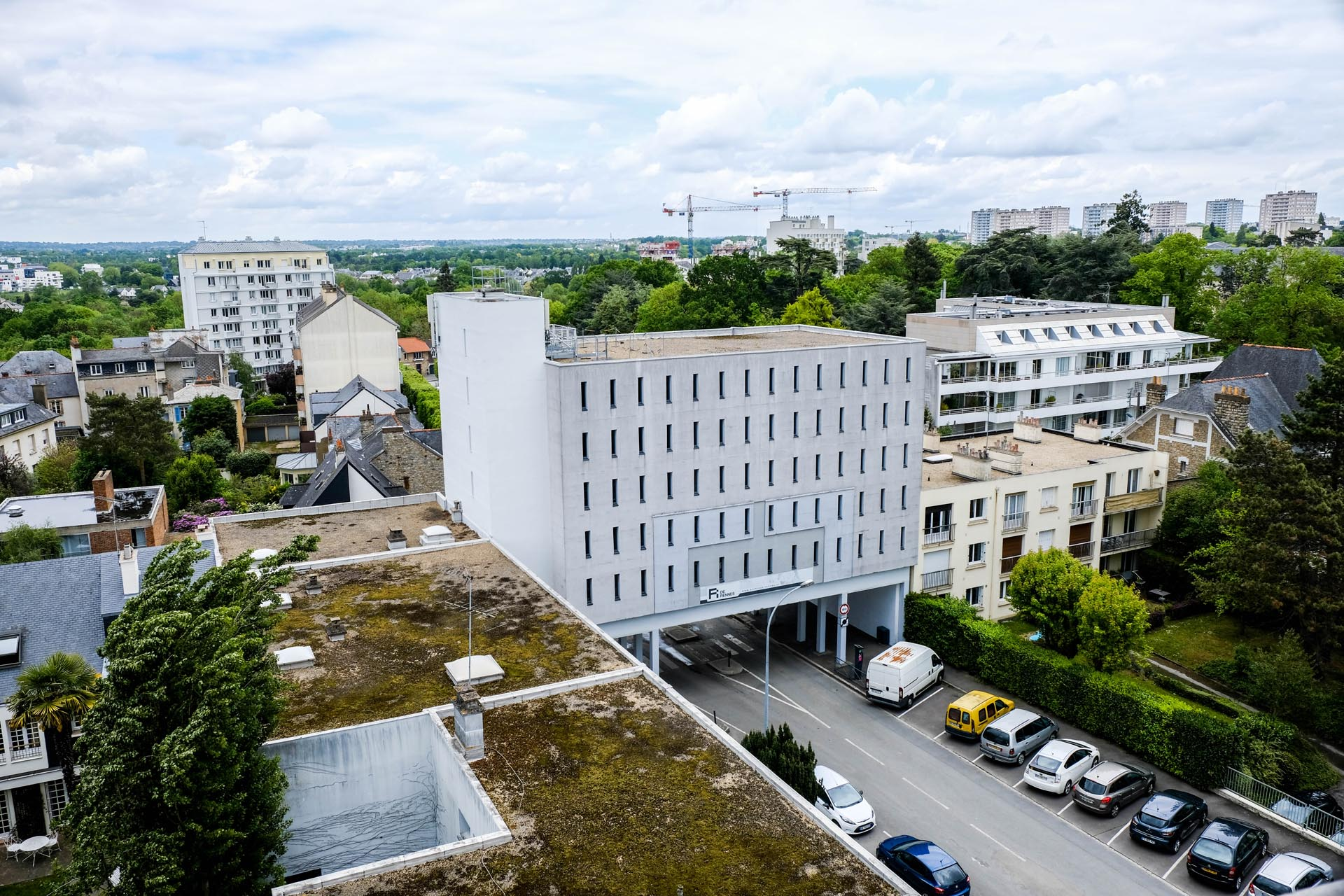
Bâtiments des archives
(au centre, et toits au premier plan).

Les Archives municipales de Rennes (parfois abrégées en AMR) sont l'un de ses principaux services publics, chargé des collecte, classement, conservation, communication et valorisation de beaucoup des archives propres à la capitale administrative et l'une des capitales historiques de la Bretagne.

## Fonds

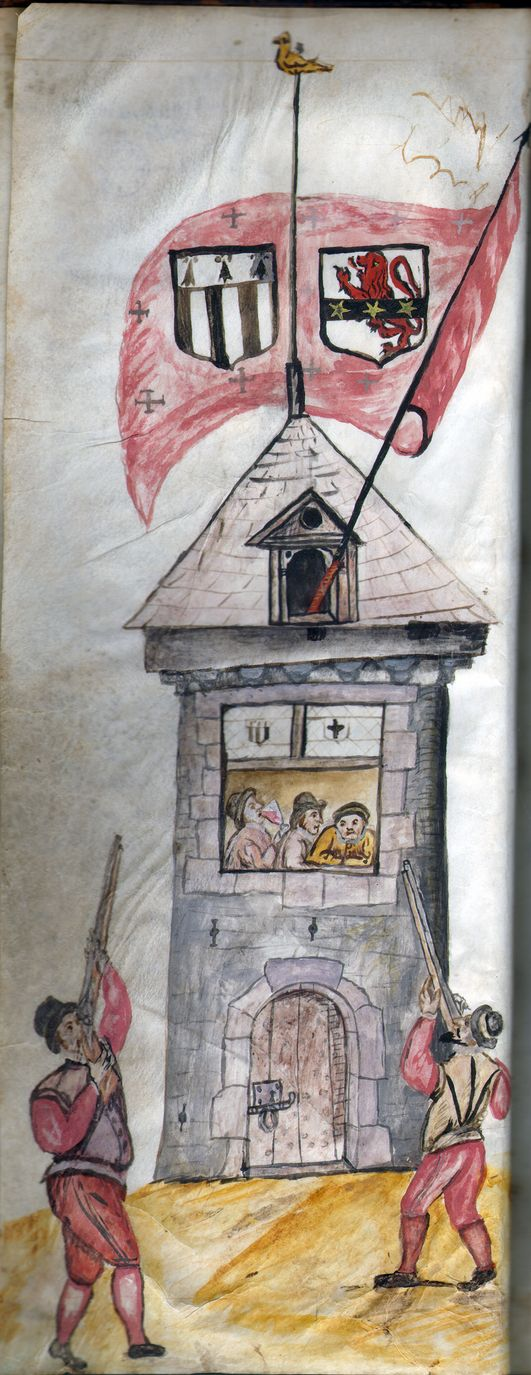
Document du XVIe siècle représentant des arquebusiers s'entraînant au tir au papegaut.

Les plus anciennes archives localement inventoriées remontent au XVe siècle. On y trouve notamment les titres de la ville[Quoi ?] sous les ducs de Bretagne puis sous les rois de France ; ainsi que les registres paroissiaux pré-républicains (du XVIe au XVIIIe siècle), confisqués en 1792 aux églises catholiques de l'intra-muros urbain.
Les Archives de Rennes contiennent une importante collection des délibérations de la communauté depuis le XVIe siècle, et de comptes de miseurs et de trésoriers[Quoi ?] depuis 1418.
Les archives dites modernes comprennent des documents allant de 1790 jusqu'au début des années 1950. On y trouve les dossiers relatifs à l'administration municipale (délibérations des conseils municipaux, correspondance des maires, arrêtés), des documents concernant l'économie, la population (recensements par listes nominatives, de la Révolution de 1789 à nos jours, numérisés et en ligne sur le site Internet des Archives pour les plus anciens[Lesquels ?], voire en intranet consultables aux Archives mêmes pour de plus récents[Lesquels ?]...), les affaires militaires, la police, les élections (listes électorales, depuis les premières élections censitaires masculines, jusqu'à de plus récentes[Quand ?], certaines en intranet voire en ligne[Lesquelles ?]), la construction des bâtiments, les documents budgétaires, la voirie, l'assistance et les œuvres de bienfaisance, ou encore la culture et les arts.
Le fonds d'archives contemporaines a été créé en 1968 lors du déménagement du service. Il se compose des documents administratifs à partir de 1953. Depuis 2009, elles conservent également les archives de l'ancien district urbain de l'agglomération rennaise, à l'origine de Rennes Métropole.
En complément des archives administratives, le service reçoit des dons, des dépôts et achète des archives privées (archives familiales, d'associations et d'entreprises, etc.) : 
- pour l'Ancien Régime, les archives de la Confrérie des marchands merciers et celles de la Marmite des pauvres ;
- parmi les fonds d'entreprises, les archives de l'imprimerie Oberthur, du couvreur Limeul ou encore des maîtres-verriers Rault ;
- parmi les fonds d'architectes, ceux de Jean-Gérard Carré, Michel Marty ou Georges Maillols ;
- parmi les fonds de syndicats, d'associations, ceux du Cercle Paul Bert, du patro de La Tour-d'Auvergne, de l'Union du Commerce, la Société des régates rennaises, etc.

S'y ajoutent de nombreux documents iconographiques : cartes et plans de la ville, d'édifices, affiches, cartes postales, photographies et diapositives. Les Archives conservent également des documents sonores et audiovisuels.
La bibliothèque historique se compose de plus de 3 500 ouvrages, brochures ou périodiques autour de l'histoire de Rennes. Ce n'est pas une bibliothèque de prêt mais elle est accessible à tous en salle de lecture.
Un site Internet est disponible depuis 2003, donnant accès à des archives numérisées, des inventaires, des dossiers thématiques sur Rennes, et à l'actualité culturelle du service.

## Histoire

### Origines
À la fin du XVIIe siècle, les premières archives sont conservées dans l'ancien hôtel de ville (devenu entretemps mess des officiers, près de l'antique Condate au confluent de la Vilaine et de l'Ille, actuel quartier de la cathédrale). Sur une délibération de la ville de 1698, Gilles de Languedoc (1640-1731), greffier de la communauté de ville, publie en 1703 un Inventaire général historique des archives de la ville,.
Après l’incendie de Rennes de 1720, les archives sont stockées dans le couvent des pères Minimes (fondé à partir de 1619 et 1622 en bas de l'actuelle rue Saint-Louis), jusqu'en 1743, année de réinstallation de la collectivité dans le nouvel Hôtel de ville. 
En 1912, à cause de l’exiguïté des locaux et des risques d'incendie, M. Le Hir, bibliothécaire-archiviste, fait déplacer les archives municipales dans le bâtiment de la bibliothèque, place Hoche.
Lors de la Seconde Guerre mondiale, à la suite des réquisitions allemandes, les archives municipales sont déplacées dans l'annexe des archives départementales d'Ille-et-Vilaine, place Saint Melaine.
Henri Fréville — historien, maire de Rennes et président du conseil général —, est à l’origine du projet de nouveaux bâtiments pour les archives. Approuvé par le conseil municipal en 1962, elles sont ensuite transférées en juillet 1968 dans l'actuel bâtiment, à l'angle de la rue du Bois Rondel et de l'avenue Jules Ferry. L’inauguration a lieu le 27 juin 1969, en même temps que les Archives du département alors mitoyennes,.
Depuis le transfert de ces dernières dans le nouveau quartier périphérique nord de Beauregard[Quand ?], leur ancien bâtiment plus central de l'avenue Jules-Ferry est censé être venu incorporer et agrandir le périmètre des archives communales voisines et leur capacité de stockage.

### Le bâtiment actuel
Le bâtiment des Archives est constitué de deux éléments perpendiculaires : 
- un premier bâtiment le long de l'avenue Jules Ferry, qui comporte une salle d'exposition et de réunions au rez-de-chaussée et la salle de lecture au premier étage ; en principe rehaussé par l'ancien bâtiment voisin des Archives départementales d'Ille-et-Vilaine[8] ;
- et un bâtiment de cinq étages en béton porté par une ossature métallique qui enjambe l'avenue, le long de la rue du Bois-Rondel, et contient les magasins de conservation des documents.

L'ensemble des deux bâtiments historiques (ceux faisant directement angle avec la rue du Bois-Rondel) ont été réalisés de 1964 à 1967 par les architectes parisiens Yves Levard et Béatrice Delamarre(-Levard) pour un coût de 2 millions de francs.